# 토르스텐 포게스
토르스텐 포게스(독일어: Torsten Voges, 1961년 1월 1일~)는 독일의 배우이다.

## 작품 목록

### 방송
- 이스트윅

### 영화
- 티타늄 화이트 (2016년)
- 두 오버 (2016년)
- 31 (2016년)
- 더 피아노 룸 (2014년)
- 스크램블드 (2014년) - 칼 역
- 불렛 (2013년)
- 로드 오브 세일럼 (2012년)
- 퍼니 피플 (2009년) - 닥터 라스 역
- 딤플스 (2008년)
- 듀스 비갈로 (1999년) - 티나 역
- 지아 (1998년)
- 위대한 레보스키 (1998년) - 허무주의자 3 - 프랜즈 역